# Victor Rolando Arroyo
Victor Rolando Arroyo (ur. 23 grudnia 1951) – kubański dziennikarz opozycyjny.
Ukończył studia geograficzne w Wyższym Instytucie Pedagogicznym Rafael María Mendive w Pinar del Río. Wysyłał krytyczne wobec władz Kuby artykuły do gazet amerykańskich i europejskich. Nie chciał wyemigrować. W styczniu 1995 został pobity i uwięziony przez 9 dni za manifestację w dniu urodzin José Martí. W 1996 skazany na 18 miesięcy więzienia, przetrzymywany w wilgotnej celi (hiszp. tapiada). W styczniu 2000 skazany na 18 miesięcy za manifestacyjne rozdawanie zabawek biednym dzieciom, odsiedział 6 miesięcy. W październiku 2000 pobity trzy razy.